# Protomyctophum mcginnisi
Protomyctophum mcginnisi är en fiskart som beskrevs av Prokofiev 2005. Protomyctophum mcginnisi ingår i släktet Protomyctophum och familjen prickfiskar. Inga underarter finns listade i Catalogue of Life.